# Amt Lechenich (Kurköln)

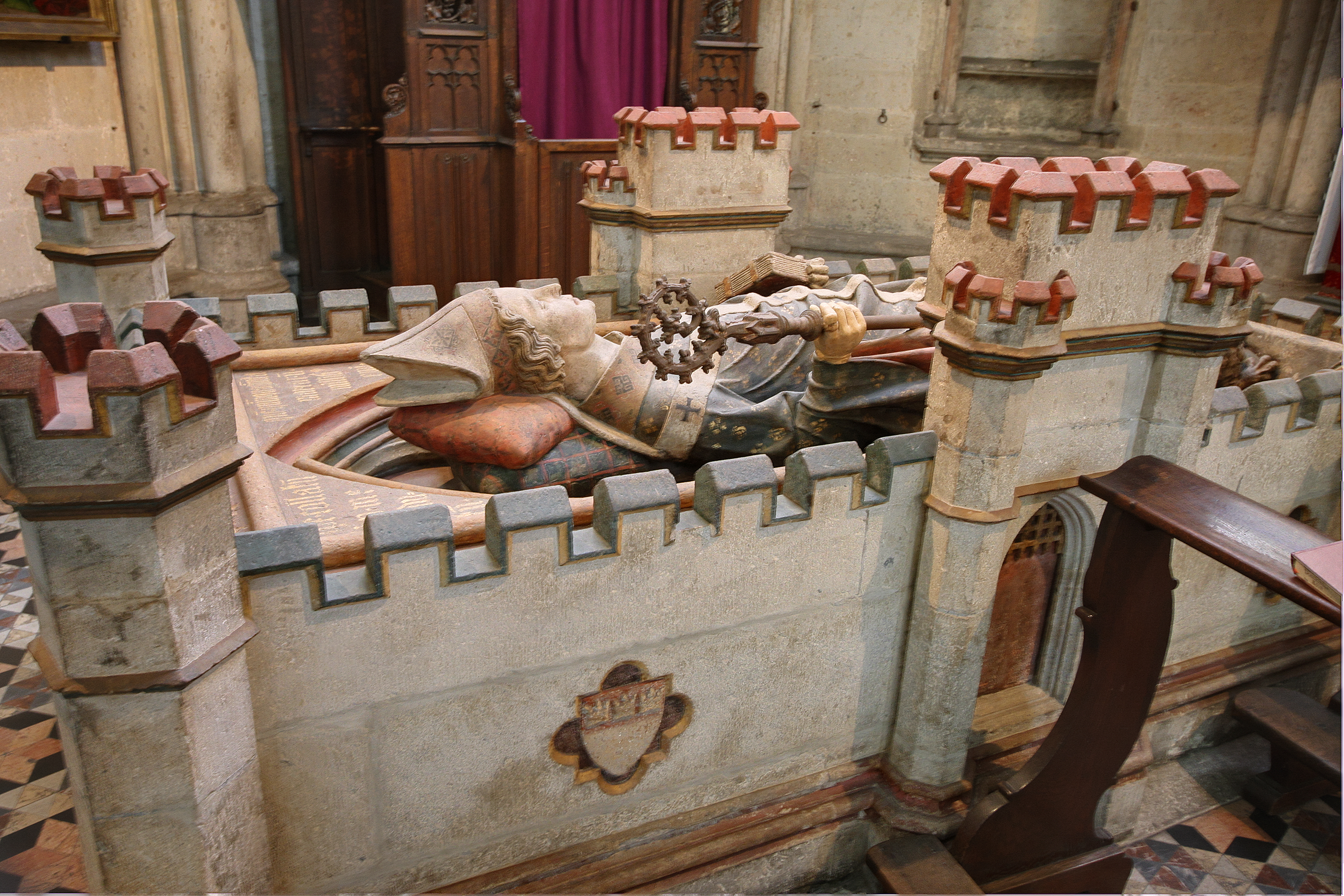
Grabmal des Erzbischofs Philipp von Heinsberg im Kölner Dom

Das Amt Lechenich war eine Verwaltungseinheit des Kurfürstentums Köln, die vom 13. bis zum Ende des 18. Jahrhunderts bestand und zu den ältesten kurkölnischen Ämtern gehörte.
Es entstand aus einem erzbischöflichen Hof (1185 curtis) in Lechenich und erzbischöflichen Besitzungen in anderen Orten, die einem Vogt unterstanden. Nach der Aufhebung der Vogtei 1185 durch Erzbischof Philipp von Heinsberg übernahm ein Schultheiß die Verwaltung und Rechtsprechung (Schultheiß Hermann 1203).

## Ausbau des Amtes Lechenich
Das Amt Lechenich wird im Jahre 1274 erstmals urkundlich erwähnt. Philipp von Heinsberg und seine Nachfolger hatten die Burganlage in Lechenich stark befestigt (1239 castrum) und zur Zentrale des Amtsbezirks ausgebaut. Sie war Sitz der erzbischöflichen Verwaltung und des Gerichtes mit Nieder- und Hochgericht (1285 Schöffenurkunde ausgestellt in castro Lechnich).
Die Entwicklung des Amtes wurde maßgeblich durch den Fortschritt erzbischöflicher Erwerbungen von Besitz und Rechten geprägt. Philipp von Heinsberg hatte zwei edelfreie Güter in Lechenich erworben, Wichterich kam 1254 als Prümer Lehen der Grafschaft Hochstaden als Hochstadensches Erbe zum Amte Lechenich, Berrenrath 1322 nach dem Erwerb der Grafschaft Hülchrath. Dieser Prozess war 1402 vollendet, als Konrad von Schleiden Erzbischof Friedrich III. von Saarwerden seine grundherrschaftlichen Rechte in Erp zu Lehen auftrug.

### Sicherung der landesherrlichen Macht im Amte Lechenich
Zur Festigung der erzbischöflichen Hoheit im Amtsgebiet erwarben die Erzbischöfe gegen Zahlung einer Geldsumme die Offenhausrechte an den allodialen befestigten Burgen Konradsheim, Buschfeld, Gymnich, Haus Busch in Niederelvenich und Haus Boulich in Wichterich, die der Besitzer als Lehen zurückerhielt. Durch zusätzliche Vergabe eines Lechenicher Burglehns wurde die Lehnsbindung gefestigt.
Die übrigen Burgen, deren Besitzer ihr Allodialgut aufgegeben hatten, wurden als Lehnsburgen und Burglehn von Lechenich wie die Burg in Ahrem, die Burg in Blessem, die Burg in Meller und die Burgen in Dirmerzheim in die erzbischöfliche Landeshoheit einbezogen.

## Organisation des Amtes

### Amtsgebiet
Zum Amte gehörten vier Gerichtsbezirke:
1. Das Gericht Lechenich mit der Stadt Lechenich und ihren Burgbanndörfern Ahrem, Blessem, Herrig, Konradsheim und Meller sowie den Honschaften Liblar mit Spurk und Köttingen (bis 1630), Brüggen-Kierdorf-Roggendorf, Dirmerzheim und dem Oberdorf Gymnich, ferner das halbe Dorf Pingsheim sowie die Orte Alstädten-Burbach und Berrenrath, in denen der Erzbischof die Hochgerichtsbarkeit innehatte. Grundherr war das Kloster Burbach.
2. Das Gericht Blatzheim mit Bergerhausen, Dorsfeld, Geilrath und Niederbolheim.
3. Das Gericht Wichterich (Dingstuhl) mit Wichterich, Mülheim mit der Burg und Niederelvenich mit Haus Busch.
4. Das Kirchspiel Borr mit Borr und Scheuren, (vom Gericht Wichterich abgezweigt).[3]

Innerhalb des Amtes bestanden mehrere geistliche Unterherrschaften wie das Dorf Bliesheim, das seit 1328 eine Unterherrschaft des Stiftes St. Mariengraden in Köln war. Ähnlich war Friesheim eine domkapitularische Unterherrschaft, die seit 1363 nach Rückerwerbung der Vogteirechte von den Erben des 1358 verstorbenen Vogtes alle Rechte in Friesheim besaß, und die Herrlichkeit Hermülheim des Deutschen Ritterordens.
Im Laufe der Zeit hatten sich einige adelige Unterherrschaften herausgebildet wie das Dorf Erp, das seit 1592 eine Unterherrschaft der Grafen von Manderscheid-Blankenheim war und das Kirchspiel Liblar (mit Köttingen), das Kurfürst Ferdinand dem Freiherrn Johann Adolf Wolff Metternich zur Gracht 1630 als Unterherrschaft übertragen hatte. De facto ist zu dieser Reihe auch das Niederdorf des Ortes Gymnich zu zählen, das de jure zwar keine Unterherrschaft war, in dem sich die Herren von Gymnich jedoch eine vergleichsweise Stellung aufgebaut hatten und seit 1628 die Hochgerichtsbarkeit besaßen. Die Unterherrschaft Müddersheim wird im Amte Lechenich kaum genannt außer bei Belehnungen.

### Amtssitz

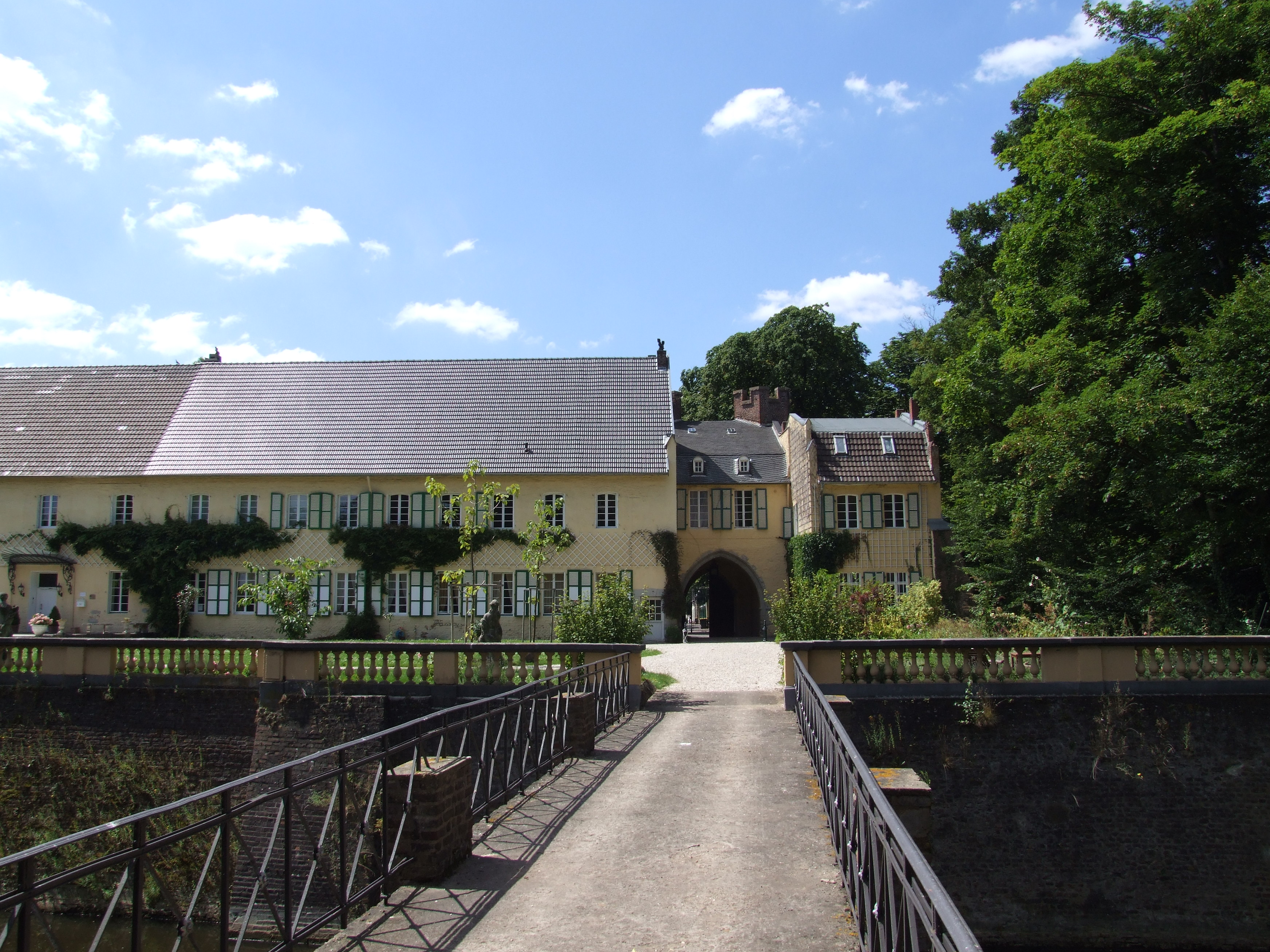
Ehemaliges Kellnereigebäude

Zentrale des Amtes war Lechenich, dem Erzbischof Siegfried von Westerburg am 15. September 1279 städtische Privilegien verliehen hatte. Die nach der Zerstörung der alten Burg 1301 neu errichtete Landesburg in der Nordostecke der mit Mauern und Gräben befestigten Stadt war Verwaltungs- und Gerichtszentrale. Im Kellnereigebäude der Vorburg befanden sich Wohnung und Amtssitz des Amtmanns, die Wohnung des Kellners und Räumlichkeiten für Gerichtssitzungen.

### Aufgaben des Amtmanns
Dem kurkölnischen Amt Lechenich saß ein Amtmann vor, der dieses Amt vom Erzbischof erhielt. Seine Aufgabe bestand überwiegend darin, die Einwohner des Amtsbezirks zu schützen und für Recht und Ordnung zu sorgen sowie die unterschiedlichen kurfürstlichen Rechte in den Orten des Amtes zu wahren.
Seine Hauptaufgabengebiete waren:
1. Herrengeding und Rechtsprechung
Er musste die Herrengedinge, die Brüchtengerichte, bei denen kleine Vergehen bestraft wurden und die Amtsverhöre für zivile Streitigkeiten halten. Der 1274 urkundlich belegte Vorsitz des Amtmanns (officialis) bei Gerichtssitzungen entfiel im Laufe der Zeit. Seit dem Ende des 14. Jahrhunderts stand dem Amtmann ein Schultheiß zur Seite, der mit den Schöffen die Gerichtsbarkeit ausübte. Seit 1325 führten sie ein Schöffensiegel. Gerichtsschreiber und Gerichtsdiener vervollständigten das Gericht. Der Amtmann war nur noch selten zugegen.[5]
2. Einziehen der landständischen Steuern
Es wurden Simplenlisten angelegt, in denen die einzelnen Orte veranschlagt waren. Simplenkollektoren sammelten die Steuern ein und übergaben sie dem Amtmann, seit dem 17. Jahrhundert dem Amtsverwalter. In den Honschaften sammelten die Honnen die Simplen ein und lieferten sie beim Amtsverwalter ab.
3. Sicherung und Instandhaltung der Landesstraßen in seinem Amtsgebiet.
Der Amtmann übernahm bis ins 15. Jahrhundert mit seinen Knechten die Überwachung der Landesstraßen und nahm das Geleitrecht bei Reisen wichtiger Persönlichkeiten durch sein Amtsgebiet wahr. Seit dem 16. Jahrhundert erfüllten Amtsschützen diese Aufgaben.
Zur Instandhaltung der Straßen wurden die Einwohner der Honschaften aufgeboten, die zu Hand- und Spanndiensten herangezogen werden konnten.

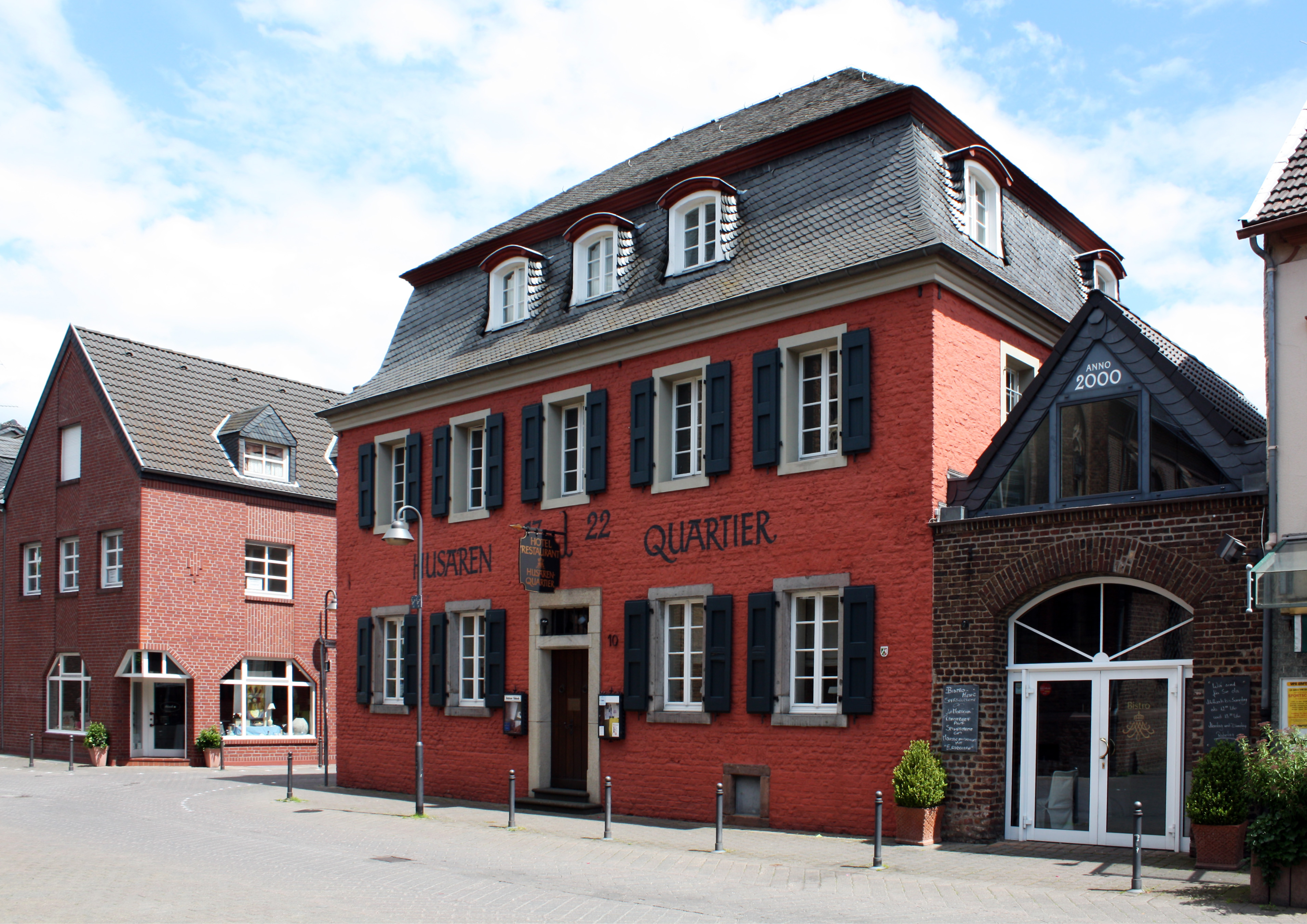
Husarenquartier Lechenich

1. Sicherstellung von militärischer und ziviler Ordnung im Amtsgebiet.
Dem Amtmann oblag die Musterung der Amtsschützen, die dem Amtmann, seit dem 17. Jahrhundert einem Schützenführer unterstanden.[6] Zu ihren Aufgaben gehörte die Landesverteidigung, doch vor allem betrafen sie die zivile Ordnung. Ihre Aufgaben wurden von der 1751 durch Kurfürst Clemens August geschaffenen und im gesamten Erzstift eingesetzten Husarenkompanie weitgehend übernommen, die seit 1754 in Lechenich stationiert war. 1765 bezog sie das Husarenquartier. Den Amtsschützen blieben die Patrouille auf den Landstraßen und die Bewachung der Gefangenen in der Landesburg.
2. Oberaufsicht über die Stadt Lechenich.
Der Bürgermeister lieferte den vom Amtmann geforderten Rechenschaftsbericht über Einkünfte und Ausgaben (Bürgermeisterrechnungen). Bürgermeister und Rat hatten den Anweisungen des Amtmanns zu gehorchen.[7]

#### Verpfändungen
Kriegerische Auseinandersetzungen und Gebietserwerbungen brachten im 14. und vor allem im 15. Jahrhundert die Erzbischöfe in finanzielle Schwierigkeiten. Ihren Geldgebern wurden häufig Einkünfte aus den Zöllen oder Ämter verpfändet. Das Amt Lechenich war im 14. Jahrhundert nur wenige Male, jedoch im 15. Jahrhundert seit der Soester Fehde mehrmals über Jahrzehnte verpfändet, wobei sich die Pfandherren in der Regel im Abstand von einigen Jahren ablösten. Am längsten war das Amt Pfandobjekt Johanns von Gymnich, dem Hofmeister des Erzbischofs Hermann von Hessen, der es ihm 1489 wegen einer noch bestehenden Schuldforderung von 11000 Gulden verpfändete. Nach Johanns Tod kam es in den Besitz seiner Neffen und Erben Adolf von Gymnich und Gauwin von Gymnich. Unter Erzbischof Philipp von Daun-Oberstein wurde die Pfandschaft 1514 gegen die Übertragung des Amtes Nürburg eingelöst.

### Aufgaben des Kellners
Im Amte Lechenich gab es eine Aufgabenteilung. Ein vom Erzbischof eingesetzter Kellner (1334 celerarius) hatte die Aufsicht über das erzbischöfliche Eigentum im Amt. Er sammelte die dem Erzbischof zustehenden Einkünfte an Geld und Naturalien wie Schatzgeld, Bede und Erbpacht ein, er verpachtete den erzbischöflichen Grundbesitz, entlohnte die Bediensteten und sorgte für die Instandhaltung der Gebäude. Jährlich musste er eine Rechnung über Einnahmen und Ausgaben der erzbischöflichen Hofkammer vorlegen.

### Amtmänner Wolff Metternich zu Gracht

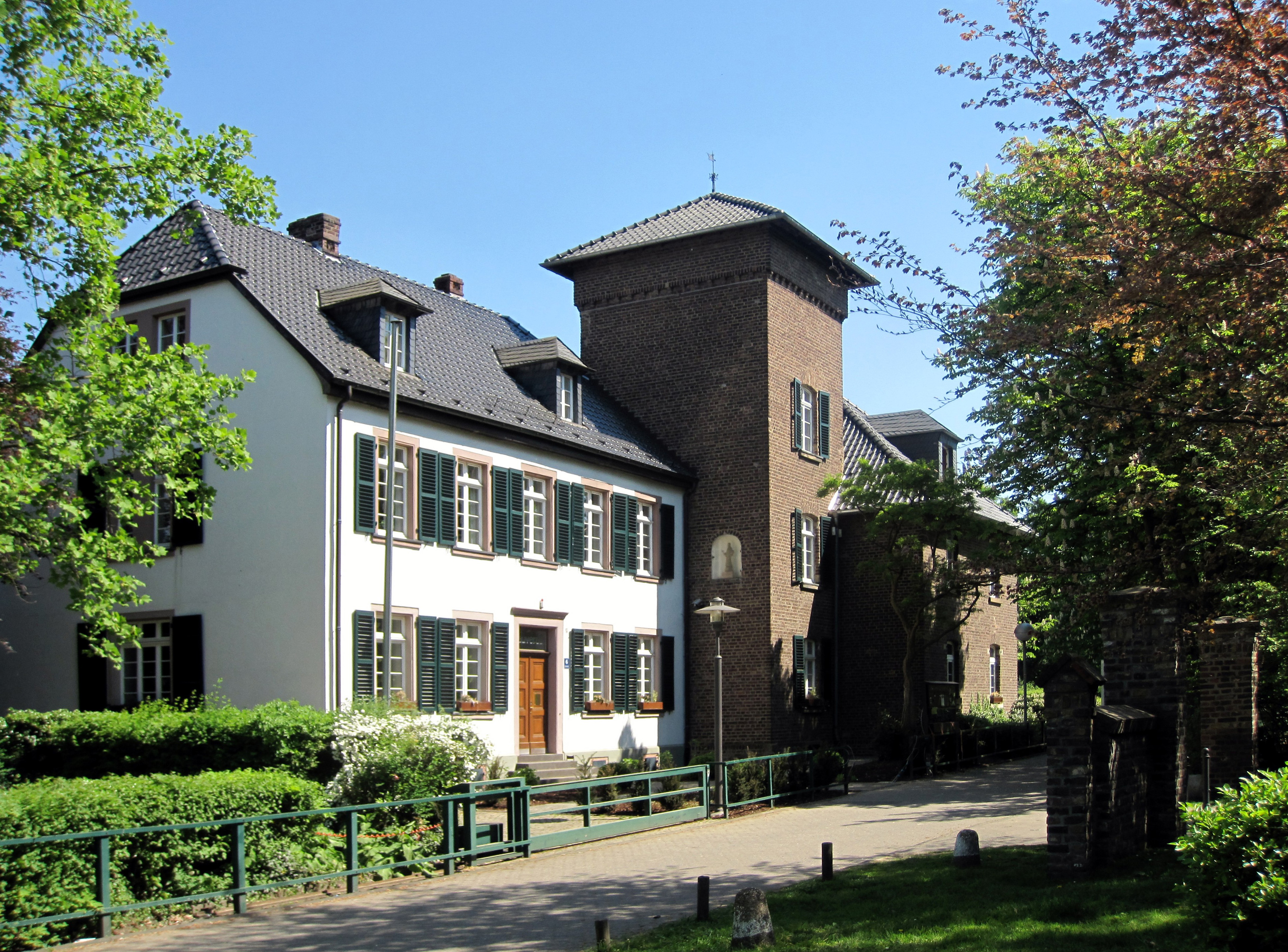
Wohnhaus erbaut um 1630, ehemaliger Sitz des Amtsverwalters in Liblar

Seit Ende des 16. Jahrhunderts waren die Herren Wolff-Metternich zur Gracht mit der Würde des Amtsmanns betraut. Sie blieben in dieser Funktion bis 1794, als nach dem Einmarsch der französischen Revolutionstruppen das kurkölnische Amt aufgehoben und eine Zivilverwaltung für die besetzten Gebiete durch die französischen  Behörden eingerichtet wurde.
Die Freiherren, seit 1731 Grafen, wohnten nicht an ihrem Amtssitz, sondern auf Haus Gracht in Liblar oder in ihrem Haus in Köln. Im Dienste des Kurfürsten wohnten sie in Bonn im Metternicher Hof. Die Amtsgeschäfte übernahm weitgehend ein Amtsverwalter, der gleichzeitig Vogt der Herren Wolff Metternich zur Gracht in Liblar war. Dem Amtmann blieb die Oberaufsicht über die Stadt.

## Liste der Amtmänner
1274: Dietrich Voß (Theodericus genannt Vulpes)

1291: Werner von Bergerhausen

1311: Konrad von Tomburg

1320: Arnold Unbescheiden

1329: Arnold Gryn

1344: Arnold von Buschfeld

1345: Dietrich Pytane

1358–1359: Tilmann Kuyl

1364: Werner von Bachem

1364: Johann von Rheindorf

1365: Wilhelm von Schleiden, Dompropst

1375: Johann Wolff von Rheindorf

1388–1393: Godart Wolff von Rheindorf

1395: Heinrich von Bell

1397–1402: Johann von Nievenheim

1404: Wilhelm Beissel von Gymnich

1406–1414: Heinrich von Bell

1421: Friedrich Scheiffart von Merode

1425: Gerhard von Rheydt

1428: Statz von dem Bongart

1446: Emond Beißel von Gymnich

1447: Graf Heinrich von Nassau

1433–1464: Dietrich von Bourscheid

1477: Stefan von Siegenhoven

1480: Johann von Gymnich

1489–1499: Johann von Gymnich

1510: Adolf von Gymnich

1530–1558: Daem Spieß von Büllesheim zu Frechen

1561–1563: Heinrich Schall von Bell zu Schwadorf

1572: Wilhelm von der Horst zu Heimerzheim

1587–1603: Herrmann Wolff Metternich zur Gracht

1604–1605: Hans Philipp von Hoheneck

1612–1638: Otto von dem Bongart zu Bergerhausen

1638–1658: Johann Adolf Wolff Metternich zur Gracht

1658–1668: Degenhard Adolf Wolff Metternich zur Gracht

1668–1681: Hieronymus Wolff Metternich zur Gracht, Malteserritter

1681–1722: Johann Adolf II. Wolff Metternich zur Gracht

1723–1741: Franz Josef Wolff Metternich zur Gracht

1741–1753: Clemens August Wolff Metternich zur Gracht (unter Vormundschaft)

1754–1790: Johann Ignaz Wolff Metternich zur Gracht

1791–1794: Max Werner Wolff Metternich zur Gracht